# Квадратування
Квадратування – стандартний спосіб скорочення маси проби сипкого матеріалу для подальшого дослідження. Застосовується для скорочення аналітичних проб. Тонкоподрібнену пробу висипають на клейонку і після ретельного перемішування розрівнюють рівномірним тонким шаром, який ділять на рівні невеликі квадратики. З кожного квадратика на всю товщину шару відбирають невелику кількість матеріалу у пробу.